# Cajunmusik

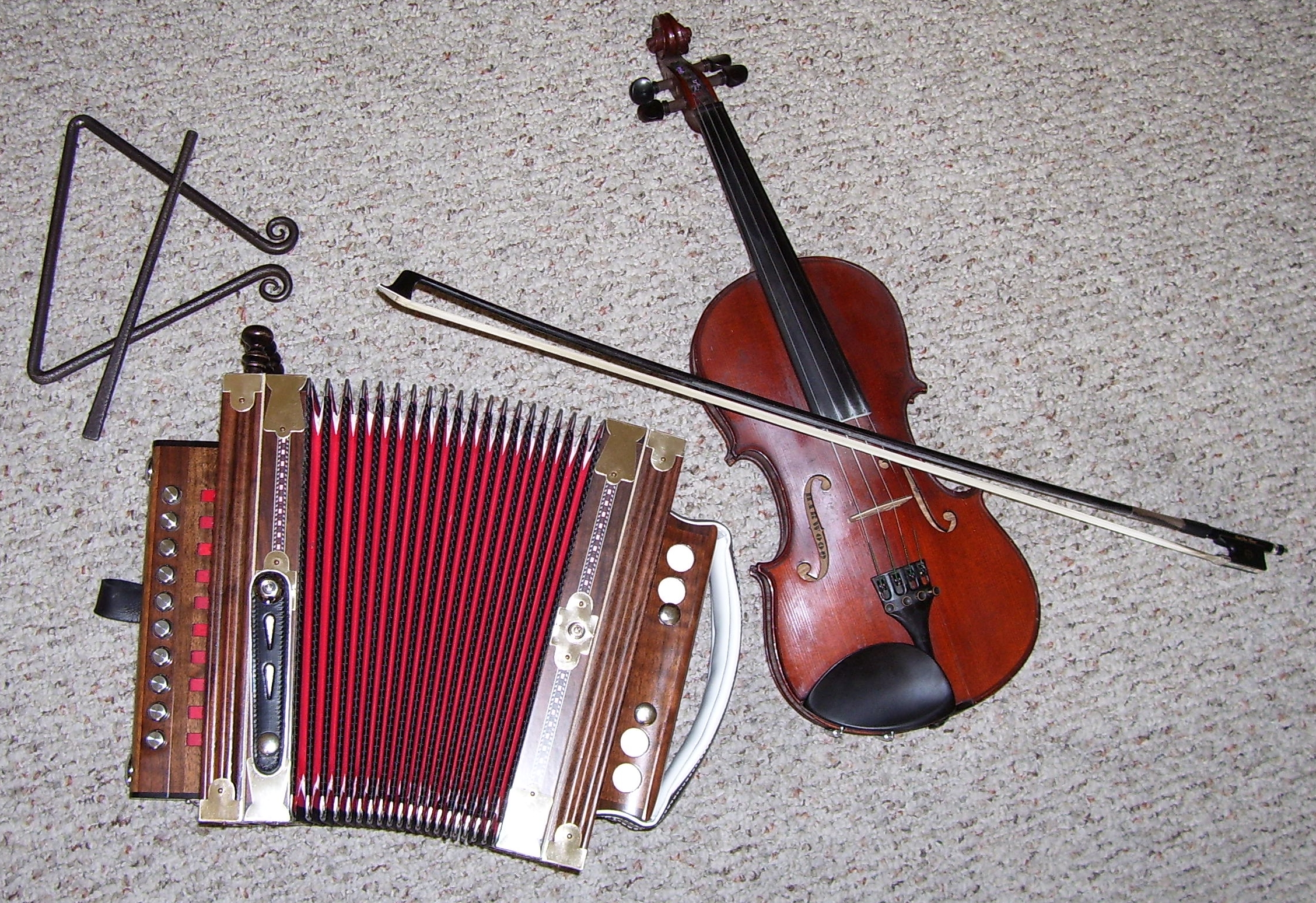
Traditionella cajuninstrument: triangel, cajundragspel och fiol

Cajunmusik är en musikgenre som uppstått bland cajunerna, den franskspråkiga befolkningen i Louisiana i södra USA. Musikstilen var ursprungligen folkmusik men har utvecklats till att bli en variant av country. Musikstilen har ofta ett relativt högt tempo och karaktäriseras av dragspel och fiol, och, oftast, sång på franska. I modern cajunmusik används även elgitarr och steelguitar. En närbesläktad musikgenre är zydeco, som har sitt ursprung hos Louisianas afroamerikanska befolkning. Den i Sverige mest kända artisten inom både cajun och zydeco är Queen Ida. Cajunmusiken har influerat många artister inom både country och rock, som till exempel Emmylou Harris, Rodney Crowell och John Fogerty.